# Акасі Мотодзіро
Ака́ші Мотодзіро́ (яп. 明石元二郎, あかしもとじろう, МФА: [akaɕi motod͡ʑiɾoː]; 1 вересня 1864 — 26 жовтня 1919) — японський військовий і політичний діяч. Генерал Імперської армії Японії. 7-й генерал-губернатор Тайваню (1918—1919).

## Короткі відомості
Народився 1 вересня 1864 в містечку Даймьо Фукуока-хану в самурайській родині.
Закінчив Військову академію (1883) та Вищу військову академію Імперської армії Японії (1889). Проходив стажування в Німеччині (1894).
З 1985 року брав участь в японсько-китайській війні, був головою штабу гвардійської дивізії в ході окупації Тайваню. Виконував обов'язки воєнного аташе у посольствах Японії у Франції та Росії.
Під час російсько-японської війни 1904—1905 років перебував у Стокгольмі, звідки керував диверсійною діяльністю, намагаючись підняти на боротьбу проти Росії пригноблені нею народи. Був засновником воєнної місії.
Після анексії Кореї 1910 року був призначений на пост голови генерального штабу японських збройних сил і командувача військової поліції в Кореї.
1918 року став генерал-губернатором Тайваня і, одночасно, був підвищений до генерала Імперської армії Японії. Наступного року паралельно зайняв крісло командувача тайванських військ.
Передчасно помер від хвороби 26 жовтня 1919 року у віці 55 років.